# GIPF
Gipf est un jeu de société combinatoire abstrait créé par Kris Burm, qui oppose deux joueurs : Noir et Blanc.
Il se joue sur un tablier hexagonal, sur lequel des lignes sont tracées. Chaque ligne commence par un point et finit par un point. Les joueurs jouent sur les intersections définies par l'ensemble des lignes.

## But du jeu
Capturer les pièces de l'adverse en créant des alignements de quatre pièces à sa couleur.

## Descriptif du tablier
On trouve 24 points d'entrée placés autour du tablier.

Ces points d'entrée vont permettre aux deux joueurs d'introduire par glissement leurs pièces sur le tablier. On ne place jamais de pions directement sur le tablier.
Le tablier contient 37 intersections.

les lignes définissent les directions dans lesquels les pièces peuvent bouger.

Le jeu peut se jouer de trois façons différentes :
- Avec les règles de base, sans pièce GIPF.
- Avec les règles standards, avec trois pièces GIPF.
- Avec les règles avancées.

## Règle de base

### Mise en place du jeu
Le jeu se joue avec 15 pièces pour chaque joueur.

Chaque joueur place trois pièces de sa couleur sur le tablier, aux six coins de l'hexagone, en alternant une pièce blanche et une pièce noire.

Les autres pièces constituent la réserve des joueurs.

### But du jeu
Placer l'adversaire dans l'impossibilité de jouer à son tour.

### Déroulement
À son tour, chaque joueur prend une, et une seule, pièce de sa réserve, la positionne sur un des points d'entrée du tablier et la fait rentrer sur celui-ci en la poussant dans une des directions définies par les lignes.
Une pièce peut entrer sur le tablier sur une intersection libre, ou bien sur une intersection déjà occupée par une autre pièce (de sa couleur et de celle de son adversaire).
Dans ce dernier cas, la pièce déjà en jeu est poussée vers l'intersection suivante, dans la même direction que la pièce entrante. Si l'intersection suivante est elle aussi occupée, on la pousse de la même façon et ainsi de suite.
Attention, il n'est pas possible de pousser une ligne si cela fait sortir une pièce, quelle que soit sa couleur, hors du jeu. Une ligne pleine ne pourra donc pas recevoir de nouvelle pièce.

### Capture de pièce
Dès que quatre pièces de la même couleur sont alignées sur la même ligne, elles doivent être retirées du tablier de jeu. Sont également retirées du tablier toutes les pièces en liaison direct avec cet alignement, quelle que soit leur couleur.
Si une intersection vide existe entre l'alignement de quatre pièces et une ou plusieurs autres pièces, ces dernières ne sont pas considérées comme faisant partie de l'alignement et ne sont donc pas retirées du jeu.
Les pièces de la couleur de l'alignement retournent dans la réserve du joueur. Les pièces de la couleur adverse sont capturées et définitivement retirées du jeu.
Exemple : le joueur blanc joue et, en poussant des pièces, génère un alignement de quatre pièces noires.
De suite, les quatre pièces noires alignées sont retirées du jeu et retournent dans la réserve du joueur noir (c'est en effet la couleur noire qui a créé l'alignement) ainsi que toutes les pièces noires qui font partie de l'alignement (séparées ou non par des pièces blanches). Quant aux pièces blanches en contact avec cet alignement, elles sont capturées par le joueur noir et sont définitivement retirées du jeu.
Cas particuliers :
- si deux alignements indépendants de même couleur sont créés en même temps, les deux alignements sont enlevés et les règles de capture s'appliquent pour ces deux alignements.
- Si deux alignements qui se croisent de même couleur sont créés en même temps, c'est le joueur de la couleur concernée qui choisit quel alignement il souhaite voir prélever.
- Si deux alignements de couleurs différentes se créent, c'est au joueur qui vient de jouer d'appliquer les règles de capture en premier.

### Fin de partie
La partie prend fin dès qu'un joueur ne peut plus jouer, c'est-à-dire qu'il n'a plus de pièces de sa couleur dans sa réserve.
La victoire est immédiate, peu importe que l'adversaire n'aie également plus de pièce.

Un match nul n'est pas possible.

## Règles standards
Les règles sont exactement les mêmes que celles des règles de base aux modifications près :

### Mise en place du jeu
Le jeu se joue avec 18 pièces pour chaque joueur.

La position de départ est la même mais les pièces positionnées sur le tablier sont des pièces GIPF.

Les pièces GIPF sont constituées de deux pièces ordinaires empilées.

### Capture de pièce
Le tour du jeu reste le même et la phase de capture également. Cependant, lorsqu'une ou plusieurs pièces GIPF se trouvent dans un alignement, le joueur a le choix de laisser la pièce GIPF en jeu ou de la retirer.
Quand un joueur capture une pièce GIPF de sa couleur, elle retourne dans la réserve du joueur comme deux pièces séparées.
Toute pièce GIPF enlevée du jeu ne peut plus y revenir.

### Fin de partie
La partie prend fin :
- dès qu'un joueur ne peut plus jouer, c’est-à-dire qu'il n'a plus de pièces de sa couleur dans sa réserve, ou
- dès qu'un joueur ne dispose plus de pièce GIPF sur le tablier.

## Règles avancées

### Mise en place du jeu
Le jeu se joue avec 18 pièces pour chaque joueur.

Le tablier est libre de toute pièce.

Les joueurs jouent avec un nombre de GIPF libre. À eux de se mettre d'accord ou de positionner leur GIPF au fur et à mesure.

À son tour, un joueur peut positionner un GIPF (deux pièces empilées) en respectant les règles du tour de jeu. Lorsque son tour revient, il peut positionner un autre GIPF et ainsi de suite. Cependant, à partir du moment où le joueur fait entrer en jeu une pièce standard, il ne pourra plus rentrer de pièces GIPF.
Il se peut donc tout à fait que la partie se déroule entre les deux joueurs avec un nombre différent de pièces GIPF au départ, par exemple l'un d'eux ayant 4 GIPF et l'autre 1 seul GIPF.

### Capture de pièce
Identique aux règles standards

### Fin de partie
La partie prend fin :
- dès qu'un joueur ne peut plus jouer, c’est-à-dire qu'il n'a plus de pièces de sa couleur dans sa réserve, ou
- dès qu'un joueur ne dispose plus de pièce GIPF sur le tablier.